# Ignacio Prado
Ignacio de Jesús Prado Juárez (León, 21 september 1993) is een Mexicaans baan- en wegwielrenner die enkele jaren reed voor Canel's Zerouno.

## Carrière
In 2014 won Prado de tweede etappe van de Ronde van Mexico, waardoor hij de leiderstrui overnam van Juan Pablo Villegas. Die leiderstrui raakte hij na de derde etappe kwijt aan Maqsat Ayazbajev. Twee maanden later werd hij, achter Rodrigo Contreras, tweede op het Pan-Amerikaanse kampioenschap tijdrijden voor beloften. In juni won hij het nationale kampioenschap in diezelfde categorie, waarna hij in augustus derde werd in de achtervolging op de nationale kampioenschappen baanwielrennen. Op de Centraal-Amerikaanse en Caraïbische Spelen won hij twee zilveren medailles: in de ploegenachtervolging en een dag later in de individuele achtervolging.
In 2015 won Prado de eerste etappe van de Ronde van Mexico. De leiding in het klassement moest hij een dag later afstaan aan Francisco Colorado. Uiteindelijk werd de Mexicaan vierde in het algemeen klassement, met ruim een minuut achterstand op Colorado. In mei werd hij Pan-Amerikaans beloftenkampioen tijdrijden, nadat hij het bijna dertig kilometer lange parcours in eigen land het snelst had afgelegd. In juni won hij zowel de beloftentijdrit als de wegwedstrijd, waarin beloften en eliterenners gezamenlijk reden, op het nationale kampioenschap. Op de Pan-Amerikaanse Spelen werd hij tweede in de tijdrit en in het omnium. Op de Pan-Amerikaanse kampioenschappen baanwielrennen werd hij wederom tweede in het omnium en won hij de scratch.
In 2016 nam Prado deel aan het wereldkampioenschap baanwielrennen in het London Velopark. Hier werd hij tweede in de scratch, achter de Spanjaard Sebastián Mora. In augustus nam Prado deel aan het omnium op de Olympische Spelen in Rio de Janeiro, waar hij op de vijftiende plek eindigde. In 2017 werd hij voor de eerste maal nationaal kampioen tijdrijden bij de eliterenners.

## Baanwielrennen

### Palmares
| Jaar     | MK               | P-AK                                                     | WK                    | Overig                                                     |
| Beloften | Beloften         | Beloften                                                 | Beloften              | Beloften                                                   |
| -------- | ---------------- | -------------------------------------------------------- | --------------------- | ---------------------------------------------------------- |
| 2014     |                  |                                                          |                       | Mexico-Stad: scratch                                       |
| Elite    |                  |                                                          |                       |                                                            |
| 2014     | 4e achtervolging |                                                          |                       | C-A en CS: · achtervolging · ploegenachtervolging          |
| 2015     |                  | scratch · omnium                                         |                       | Pan-Amerikaanse Spelen: · omnium                           |
| 2016     |                  |                                                          | scratch               | Olympische Spelen: 15e omnium                              |
| 2017     |                  | omnium · achtervolging                                   |                       |                                                            |
| 2018     |                  | omnium · ploegenachtervolging · 4e achtervolging         | 14e omnium            | C-A en CS: · achtervolging · ploegenachtervolging · omnium |
| 2019     |                  | koppelkoers · omnium · scratch · 4e ploegenachtervolging | 19e omnium            | omnium · 4e ploegenachtervolging                           |
| 2020     |                  |                                                          | 8e scratch 21e omnium |                                                            |
| 2021     |                  |                                                          |                       |                                                            |
| 2022     |                  |                                                          |                       |                                                            |
| 2023     |                  |                                                          |                       | C-A en CS: · koppelkoers · ploegenachtervolging            |
| 2024     |                  | 5e ploegenachtervolging 10e achtervolging                |                       |                                                            |

## Wegwielrennen

### Overwinningen
2014
2e etappe Ronde van Mexico
 Mexicaans kampioen tijdrijden, Beloften
2015
1e etappe Ronde van Mexico
 Pan-Amerikaans kampioen tijdrijden, Beloften
 Mexicaans kampioen tijdrijden, Beloften
 Mexicaans kampioen op de weg, Elite
 Mexicaans kampioen op de weg, Beloften
2017
 Mexicaans kampioen tijdrijden, Elite
2018
6e etappe Ronde van Michoacán
2019
 Mexicaans kampioen op de weg, Elite
 Pan-Amerikaanse Spelen, wegrit
2020
 Mexicaans kampioen tijdrijden, Elite
2021
 Mexicaans kampioen tijdrijden, Elite
2022
1e etappe Ronde van Ecuador
2023
2e etappe Ronde van de Gila
2024
 Mexicaans kampioen tijdrijden, Elite
Puntenklassement Ronde van Costa Rica

## Ploegen
- 2017 –  Sindicato de Empleados Públicos de San Juan
- 2018 –  Canel's-Specialized
- 2019 –  Canel's-Specialized
- 2020 –  Canel's Pro Cycling
- 2021 –  Canel's Zerouno
- 2022 –  Canel's Zerouno
- 2023 –  Canel's Zerouno
- 2024 –  Canel's Java

Alarcón · Casillas · Corte · Martínez · Palma · Prado · Sánchez · Santos · Santoyo · Villalobos · Xopa